# Mikel Arteta
Mikel Arteta Amatriain (sinh ngày 26 tháng 3 năm 1982) là một cựu cầu thủ và hiện là huấn luyện viên bóng đá chuyên nghiệp người Tây Ban Nha. Anh là huấn luyện viên đương nhiệm của câu lạc bộ Arsenal tại Premier League.
Sinh ra tại San Sebastián, Arteta bắt đầu sự nghiệp chơi bóng tại Barcelona vào năm 1999, song do hạn chế thời lượng thi đấu nên đã chuyển đi dưới dạng cho mượn tới Paris Saint-Germain vào năm 2001. Kế đó anh ký hợp đồng đầu quân cho Rangers, giành cú đúp danh hiệu Ngoại hạng và Cúp Liên đoàn Scotland trong mùa giải ra mắt của mình. Sau một thời gian ngắn trở về khoác áo câu lạc bộ quê nhà Real Sociedad, Arteta gia nhập Everton dưới dạng cho mượn vào năm 2005; rồi ký hợp đồng dài hạn với đội bóng vùng Merseyside. Anh ký hợp đồng với Arsenal vào năm 2011, ở nơi đây anh đoạt 2 FA Cup và đeo băng thủ quân từ năm 2014 cho đến khi treo giày vào năm 2016.
Arteta từng đại diện cho Tây Ban Nha thi đấu ở nhiều lứa trẻ, song chưa bao giờ có cơ hội khoác áo tuyển quốc gia. Sau khi giải nghệ, anh được chọn làm trợ lý huấn luyện viên của Pep Guardiola tại Manchester City. Năm 2019, anh trở về Arsenal để huấn luyện và đoạt Cúp FA ngay ở năm đầu tiên dẫn dắt Pháo thủ.

## Sự nghiệp cầu thủ

### Đầu sự nghiệp
Sinh ra tại San Sebastián, Xứ Basque, Arteta bắt đầu sự nghiệp bóng đá tại Antiguoko và kết bạn với tiền vệ đồng hương Xabi Alonso, hai người chơi bóng cùng nhau mỗi tuần. Họ thường chơi bóng bên bãi biển và các rãnh nước của San Sebastián, mơ mộng về việc cùng thi đấu tại Real Sociedad.

### Sự nghiệp cấp câu lạc bộ
Arteta tham gia đội FC Barcelona B năm 15 tuổi, còn Alonso sau đấy ký hợp đồng với Real Sociedad. Bất chấp tố chất tiềm năng, Arteta không thể chen chân vào đội một và bị đem cho mượn tới câu lạc bộ Paris Saint-Germain của Pháp vào tháng 12 năm 2000. Trong một mùa giải hơn tại Paris, Arteta được huấn luyện viên Luis Fernández trọng dụng chủ yếu ở vị trí cầu thủ kiến thiết lối chơi. Anh có lần đầu ra sân tại UEFA Champions League ở lượt trận thứ hai của vòng bảng mùa 2000–01. PSG đã muốn giữ chân Arteta đến hết thời hạn cho mượn và kích hoạt điều khoản 'mua đầu tiên'. Tuy nhiên Arteta lại lựa chọn ký hợp đồng với Rangers vào tháng 3 năm 2002, sau khi câu lạc bộ của Scotland đưa ra lời đề nghị hậu hĩnh ấn tượng hơn tới Barcelona, mặc dù anh vẫn gắn bó với PSG cho đến hết mùa giải 2001–02.

#### Rangers
Arteta đã ký hợp đồng với câu lạc bộ Rangers của Scotland vào tháng 3 năm 2002 với mức phí chuyển nhượng 6 triệu bảng Anh. Anh tận hưởng mùa giải đầu tiên thành công tại Glasgow và nhanh chóng chiếm một suất đá chính trong đội một. Anh ghi dấu ấn trong trận ra mắt sân Old Firm, và góp phần đem về quả phạt đền muộn ở ngày cuối của mùa giải 2002–03, mang về hiệu số bàn thắng thua quan trọng để đưa Rangers hoàn tất cú ăn ba nội địa gồm danh hiệu Ngoại hạng Scotland, Cúp bóng đá Scotland và Cúp Liên đoàn bóng đá Scotland (Arteta bị chấn thương ngay trước trận Chung kết Cúp Liên đoàn Scotland 2003 nên bỏ lỡ trận này).
Arteta bắt đầu mùa giải thứ hai cùng Rangers bằng 6 bàn thắng ghi được trong 6 trận đầu tiên của mùa bóng giúp câu lạc bộ giành vé dự vòng bảng Champions League, dù cho đội không vượt qua được bảng đấu đó và kết thúc chiến dịch với không danh hiệu. Arteta trở lại Tây Ban Nha sau hai mùa giải chơi bóng ở Glasgow; sau này anh cho biết quãng thời gian ở Rangers đã giúp anh phát triển kĩ năng chơi bóng: "Bóng đá Scotland thực sự rất khắc nghiệt. Nó đòi hỏi thể chất nhiều, người ta lấy thể chất để tấn công bạn và tôi phải cải thiện mặt ấy rất nhiều. Tôi nghĩ mình đã nâng cấp đến cảnh giới mà giải Ngoại hạng đòi hỏi ở tôi."

#### Real Sociedad
Anh gia nhập Real Sociedad với mức phí 5,2 triệu euro vào năm 2004 với ý định rằng mình và Xabi Alonso có thể chơi bóng cùng nhau. Tuy nhiên, Alonso rời đi để chuyển tới Liverpool còn Arteta không tìm được chỗ đứng trong đội bóng, đá chính chỉ ba trận trong nửa mùa giải mà anh trở lại San Sebastián.

#### Everton

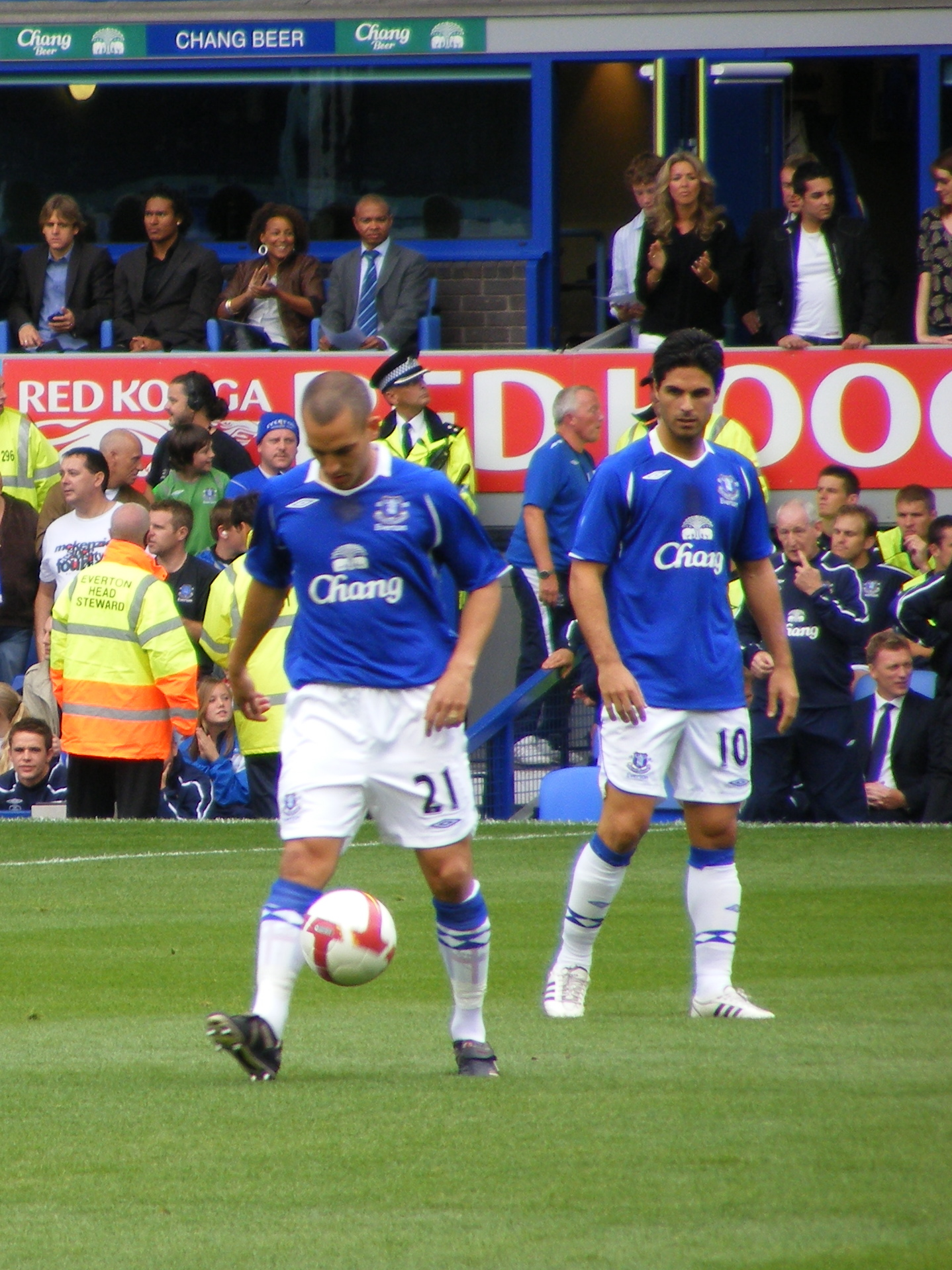
Arteta (phải) chơi bóng cho Everton vào năm 2008.

Huấn luyện viên David Moyes của Everton đã ký hợp đồng với Arteta ở kỳ chuyển nhượng tháng 1 năm 2005 dưới dạng cho mượn với mục tiêu ký hợp đồng dài hạn. Được xem là phương án thay thế tiền vệ người Đan Mạch Thomas Gravesen đã đầu quân cho Real Madrid, Arteta đóng vai trò quan trọng giúp Everton giành lấy cơ hội dự Champions League, khi họ kết thúc ở vị trí thứ 4 tại giải Ngoại hạng Anh; tuy nhiên, đội bóng Merseyside bị Villarreal loại ở vòng loại cuối cùng. Anh ghi bàn đầu tiên trong màu áo Everton ở trận thắng 4–0 trước Crystal Palace, và ký hợp đồng mới dài 5 năm vào tháng 7 năm 2005 với mức phí 2 triệu bảng Anh.
Ở mùa giải 2005–06, Arteta đã giật được giải "Cầu thủ hay nhất mùa" của cổ động viên Everton và "Cầu thủ hay nhất mùa giải" của đội. Phong độ của Arteta tiếp tục ổn định sang mùa 2006–07. Bên cạnh việc duy trì suất đá chính, anh thường xuyên có những màn trình diễn nổi bật nhất trận, và kết thúc mùa bóng bằng 9 bàn thắng sau 35 trận thi đấu. Arteta được trao giải Cầu thủ hay nhất mùa của Everton mùa thứ hai liên tiếp. Anh cũng được bầu là 'Tiền vệ hay nhất năm' của giải Ngoại hạng Anh bởi những khán giả của kênh Sky Sports, đánh bại chủ nhân giải cầu thủ xuất sắc nhất năm của PFA là Cristiano Ronaldo.
Sức sáng tạo của Arteta là yếu tố then chốt trong lối chơi tấn công của Everton ở mùa giải kế tiếp, và anh đã ghi được 6 bàn tính đến cuối tháng 1. Phong độ của anh tốt hơn nữa ở mùa giải kế tiếp, khi Arteta ghi 9 bàn ở mùa 2006–07 và một lần nữa ẵm giải Cầu thủ hya nhất năm. Anh giúp Everton đoạt suất dự Cúp UEFA và được ACTIM Index liệt là cầu thủ hay thứ 6 ở giải Ngoại hạng, song không thể giúp anh được triệu tập lên tuyển Tây Ban Nha. Ở mùa hè 2007, anh ký bản hợp đồng mới có thời hạn 5 năm. Arteta bổ sung thêm bộ sưu tập danh hiệu cá nhân ở mùa giải 2007–08, khi anh giật giải Cầu thủ bóng đá Tây Bắc hay nhất năm. Sau đó anh trở thành cầu thủ đầu tiên của Everton sau 5 năm nhận giải Nhân vật thể thao của năm của Liverpool Echo vào tháng 1 năm 2008.

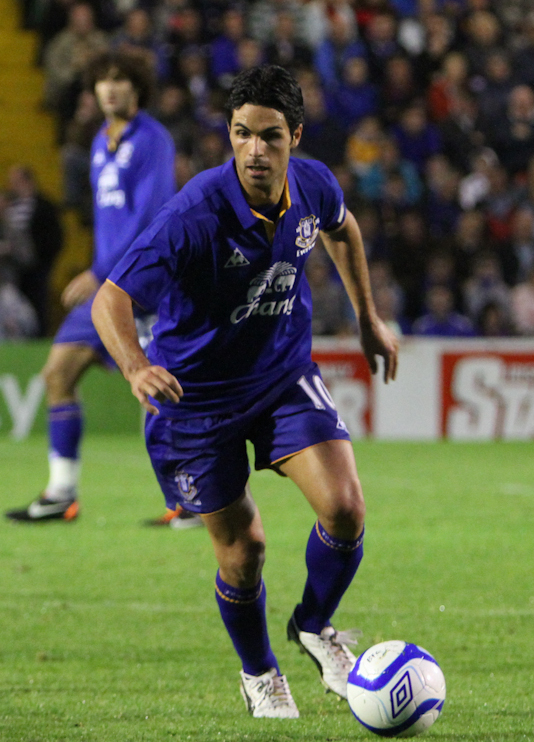
Arteta khoác áo Everton vào năm 2011.

Arteta bị tổn thương dạ dày ở nửa sau của mùa giải, và ngay trước trận cuối của chiến dịch, anh đã lên bàn mổ phẫu thuật để chữa trị vết thương. Anh ghi bàn đầu tiên ở mùa 2008–09 trong trận khai mạc giải Ngoại hạng Anh chạm trán Blackburn Rovers bằng một quả đá phạt. Anh đeo băng thủ quân trong trận hòa 2–2 với Newcastle United, ghi một bàn trên chấm phạt đền. Vào tháng 2, Arteta rời sân bằng cáng trong trận hòa 0–0 với Newcastle do dính chấn thương dây chằng đầu gối, vài ngày sau lần đầu tiên được gọi lên tuyển quốc gia Tây Ban Nha. Chấn thương ấy làm anh ngồi ngoài hết mùa giải 2008–09 và 5 tháng đầu của mùa 2009–10. Trong suốt mùa bóng, Arteta bắt đầu chơi ở vị trí trung tâm lần nữa, thường đá cặp với một tiền vệ phòng ngự. Nhờ thế anh có được tự do điều khiển nhịp độ trận đấu và kết nối với Pienaar và Osman bên cánh.
Arteta có màn trở lại sau chấn thương vào tháng 1 năm 2010 trên băng ghế dự bị ở trận hòa tại Cúp FA trước Birmingham City, rồi đá chính trong trận thắng 2–1 trên sân nhà ở Ngoại hạng Anh trước Chelsea. Hai bàn thắng đầu tiên của anh ở mùa bóng mới được ghi trong trận thắng 5–1 trước Hull City vào tháng 8 năm 2010. Tháng 8 năm ấy, anh ký bản hợp đồng gia hạn 5 năm với Everton. Mùa giải 2010–11 diễn ra không thành công như mong đợi với cả đội bóng và cầu thủ người Tây Ban Nha. Sau những bàn thắng đầu mùa, lần lượt vào lưới Manchester United trong màn ngược dòng kịch tính 3–3 tại Goodison Park, và một bàn trong trận thắng 2-0 ở derby Merseyside, Arteta bị mất phong độ, làm ảnh hưởng tới chiến dịch tranh suất dự cúp châu Âu của Everton. Anh bắt đầu thể hiện phần nào đó sức sáng tạo trong phần cuối của mùa bóng, khi thi đấu ở bên cạnh lần nữa, có được tự do và không gian chơi bóng hơn. Sau khi chia tay Everton, Arteta chia sẻ: "Tôi 29 tuổi rồi vì thế không còn thời gian để nắm bắt cơ hội như thế này nữa. Tôi đã dành trọn những gì tốt nhất cho Everton." Ít tuần sau, anh cho biết tinh thần trong phòng thay đồ của Everton là 'tuyệt nhất trong môn bóng đá'.

#### Arsenal

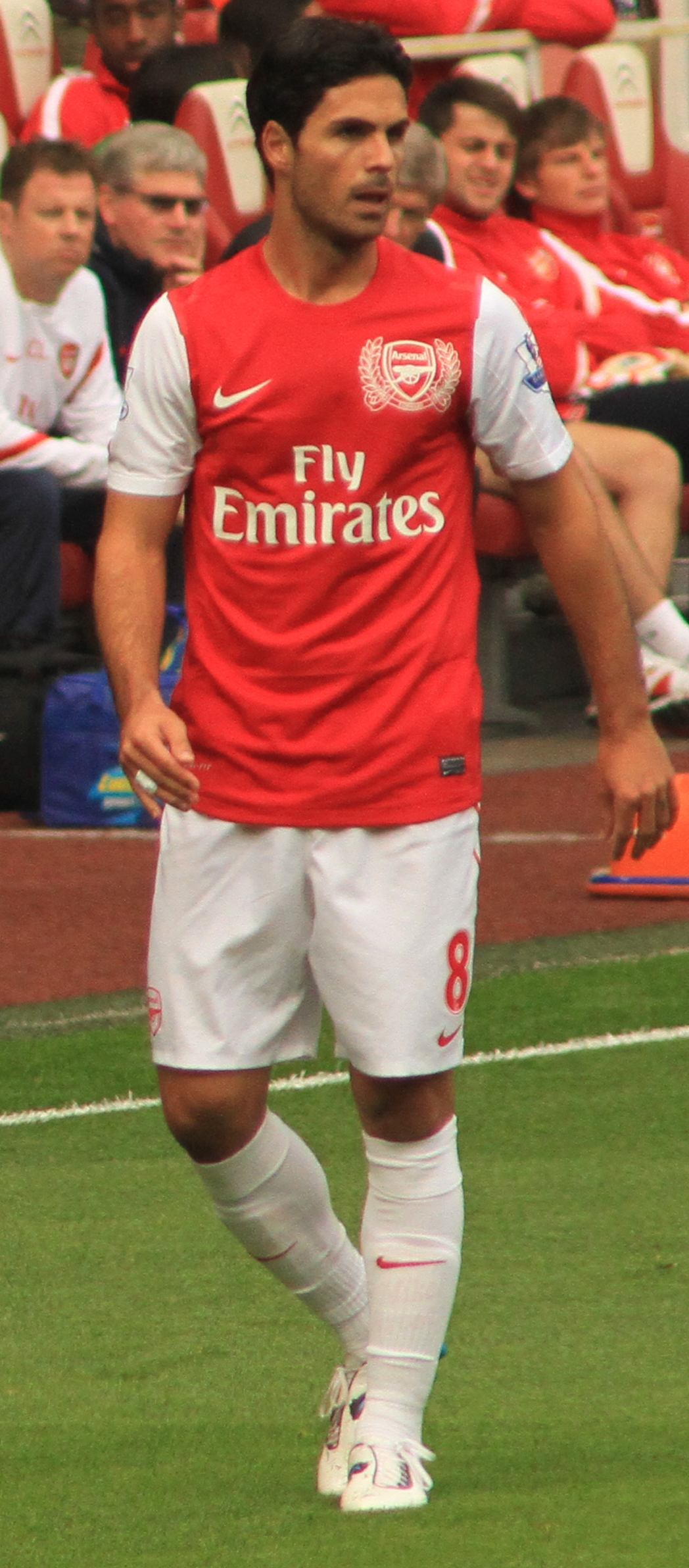
Arteta thi đấu trong màu áo Arsenal vào năm 2011.

Arteta ký với Arsenal vào ngày 31 tháng 8 năm 2011 với bản hợp đồng dài 5 năm kèm mức phí 10 triệu bảng Anh. Anh có màn ra mắt Pháo thủ vào ngày 10 tháng 9 trong trận thắng 1–0 trên sân nhà trước Swansea City, và ghi bàn đầu tiên cho Arsenal tại giải Ngoại hạng Anh trong trận thua 4–3 trước Blackburn Rovers tại Ewood Park. Arteta có cơ hội lần đầu đeo băng thủ quân của Pháo thủ ở trận thắng thuộc vòng 3 Cúp FA Cup trước Leeds United, trận đấu đánh dấu lần thứ hai  Thierry Henry ra mắt Arsenal. Arteta bị bong gân mắt cá trong trận thua 2–1 của đội trước Wigan Athletic vào ngày 16 tháng 4 sau chưa đầy 10 phút thi đấu, làm cho anh phải ngồi ngoài đến hết mùa giải. Mặc dù có 29 lần ra sân suốt mùa giải, ghi bàn 6 lần, anh đã được cổ động viên bầu chọn là cầu thủ quan thứ 5 trong chiến dịch 2011–12 ở cuộc bầu chọn Cầu thủ hay nhất mùa của Arsenal.
Sau sự ra đi của thủ quân Robin van Persie, Arteta trở thành đội phó của Arsenal ở mùa giải 2012–13. Anh được cổ động viên bầu chọn là cầu thủ hay thứ 4 trong chiến dịch 2012–13 ở cuộc bầu chọn Cầu thủ hay nhất mùa của Arsenal, sau khi đưa đội cán đích trong top 4 năm thứ 17 liên tiếp. Anh bỏ lỡ đầu mùa 2013–14 vì chấn thương, song trở lại đội hình ở cuối tháng 9, tiếp tục ghi bàn và cũng bị đuổi khỏi sân ở trận thắng 2–0 trên sân của Crystal Palace vào tháng 10. Arsenal lọt đến chung kết Cúp FA 2014, sau khi Arteta ghi bàn vào lưới đội bóng cũ Everton ở vòng tứ kết, cũng như trên chấm đá luân lưu ở bán kết trước Wigan Athletic. Arteta đeo băng đội trưởng trong trận chung kết tại Wembley, dẫn dắt đội giành chiến thắng 3–2 trước Hull City và có được danh hiệu lớn đầu tiên ở môi trường bóng đá Anh.
Arteta trở thành đội trưởng mới của câu lạc bộ Arsenal ngay trước thềm mùa giải 2014–15. Anh đoạt chiếc cúp đầu tiên trên tư cách đội trưởng chính thức, chơi trọn 90 phút giúp Arsenal đánh bại Manchester City 3–0 ở Siêu cúp Anh 2014. Mặc dù mới lên chức, song anh chỉ có 11 trận đá suốt cả mùa, ghi một bàn thắng. Arteta ký hợp đồng gia hạn một năm với Arsenal ở mùa 2015–16 và vào sân từ ghế dự bị khi Arsenal đánh bại Chelsea 1–0 để đoạt Siêu cúp Anh 2015, lần ra sân đầu tiên của anh cho câu lạc bộ kể từ tháng 11 năm 2014. Trận cuối cùng của anh cho Arsenal là vào ngày cuối mùa giải. Arteta vào sân từ ghế dự bị vào buộc thủ môn Mark Bunn của Aston Villa ghi bàn phản lưới nhà sau khi cú sút của anh đập trúng xà ngang. Anh đã nhận được sự tri ân nhiệt liệt từ đám đông khi trận đấu khép lại.

### Sự nghiệp cấp đội tuyển
Arteta đã đại diện cho Tây Ban Nha đá ở các đội trẻ. Anh từng thi đấu tại chiến dịch vô địch U–16 châu Âu, Cúp Meridian UEFA–CAF 1999, giải vô địch U-17 thế giới 1999 và đeo băng thủ quân tại vòng loại chiến dịch vô địch U–21 châu Âu 2004. Năm 2010, Liên đoàn bóng đá Anh và Fabio Capello đã có động thái xem liệu Arteta có thể khoác áo tuyển Anh không, vì tin rằng anh đáp ứng luật cư trú 5 năm của FIFA. Tuy nhiên FIFA đã bác bỏ luật này, còn Arteta cho biết trong một buổi phỏng vấn vào năm 2016 rằng anh "gần như đã gây chiến với FIFA" vì hành động kể trên của tổ chức. Arteta được cho là sẽ góp mặt trong đội hình tuyển Tây Ban Nha vào tháng 2 năm 2009, song một chấn thương dây chằng đầu gối làm anh bị gạch tên khỏi danh sách ngay trước khi đội hình được công bố. Kết quả là Arteta đã không có lần nào ra sân cho tuyển quốc gia Tây Ban Nha, một phần vì anh chơi bóng vào thời điểm xứ đấu bò có nhiều cầu thủ xuất chúng chơi ở vị trí của anh, ví dụ như Xavi, Andrés Iniesta, Xabi Alonso, Cesc Fàbregas, Sergio Busquets.

### Lối chơi

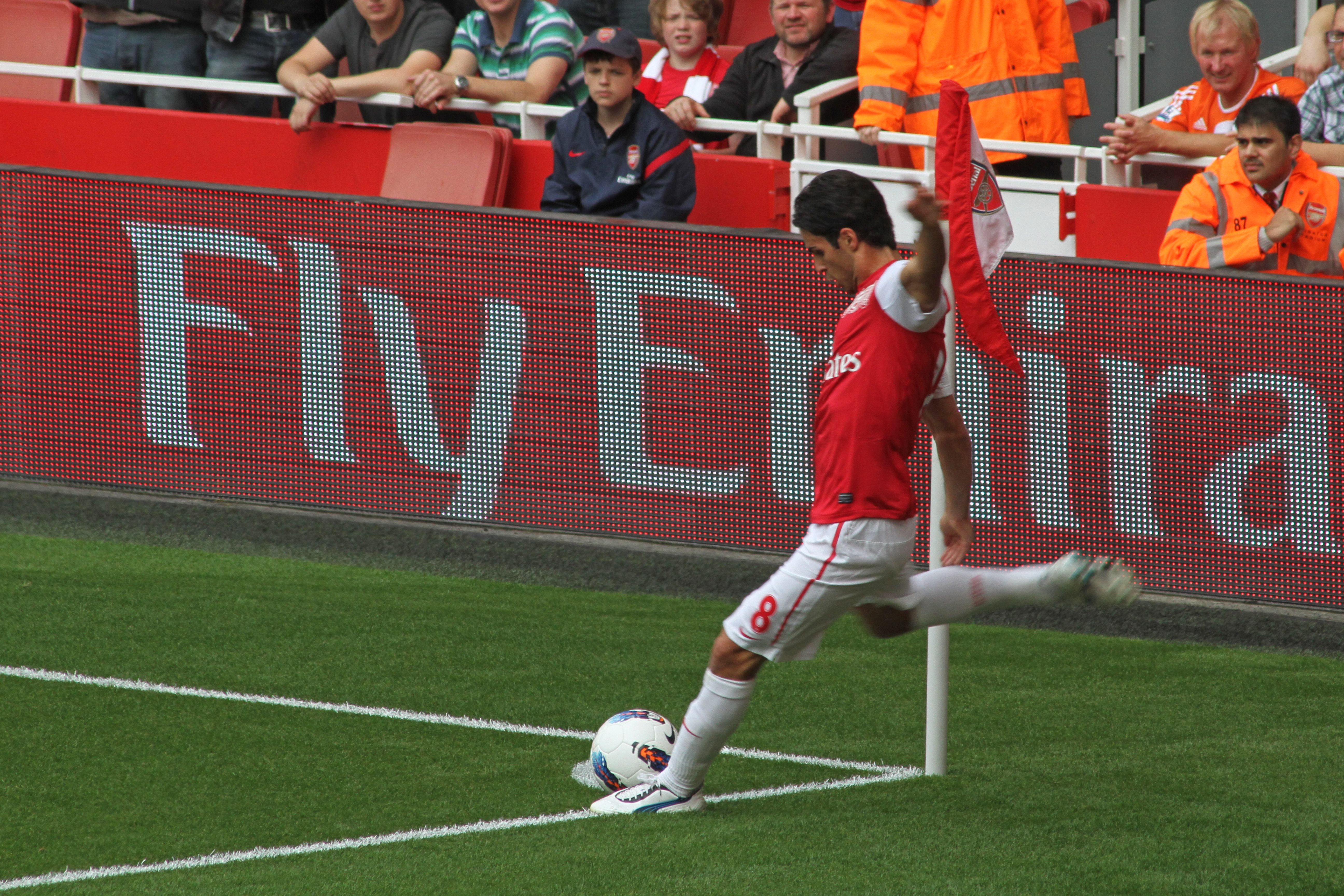
Arteta đang thực hiện quả đá phạt góc cho Arsenal vào năm 2011.

Arteta lúc đầu đá ở vị trí số 10 trong hệ thống đội trẻ của Barcelona, và sau đó chuyển sang vị trí "đá trụ" hoặc tiền vệ phòng ngự, vì anh được cho là mẫu cầu thủ giống với Pep Guardiola. Anh được liệt là cầu thủ hiệu quả thứ 6 ở giải Ngoại hạng Anh trong mùa 2006–07 bởi hệ thống đánh giá cầu thủ chính thức Actim Index. Arteta trở lại vai trò tiền vệ lùi sâu tại Arsenal. nơi anh đá xuất sắc trong vai trò kiến thiết của đội nhờ sở hữu kĩ thuật, kĩ năng, nhãn quan, chuyền bóng, nhận thức và tinh thông chiến thuật. Anh có tổng cộng 12 pha kiến tạo ở Ngoại hạng Anh mùa 2006–07, xếp thứ ba sau Cesc Fàbregas và Cristiano Ronaldo. Với 100 lần bị đốn ngã trong mùa giải ấy, anh là cầu thủ bị phạm lỗi nhiều thứ 4 tại Ngoại hạng Anh.

## Sự nghiệp huấn luyện
– Leroy Sané nói về phương pháp huấn luyện của Arteta trong thời gian họ ở Man City

### Manchester City
Arteta có tới 3 lựa chọn sau khi giải nghệ. Anh nhận được lời mời dẫn dắt Học viện Arsenal bởi Arsène Wenger, gia nhập đội ngũ hậu trưởng của Mauricio Pochettino (đồng đội cũ của anh ở PSG) tại Tottenham Hotspur hoặc tham gia đội huấn luyện của Pep Guardiola tại Manchester City. Ngày 3 tháng 7 năm 2016, Arteta được chọn làm trợ lý huấn luyện viên tại Manchester City, cùng với Brian Kidd và Domènec Torrent, được xem là những người phò tá cho Pep Guardiola.
Guardiola và Arteta lần đầu gặp nhau tại Học viện Barcelona, mặc dù Guardiola đã có được vị trí trong đội một, ông lớn hơn Arteta 11 tuổi. Kể từ ấy hai người giữ liên lạc. Guardiola tin rằng Arteta (lúc ấy là cầu thủ của Arsenal) sẽ trở thành một huấn luyện viên giỏi khi gọi anh tìm hiểu thông tin về Chelsea, ngay trước khi gặp đối thủ của Barcelona ở trận bán kết Champions League.
Năm 2015, khi Guardiola rời Bayern Munich, Arteta (trong năm cuối của sự nghiệp cầu thủ) đã tái liên lạc và quyết định cùng nhau làm việc. Arteta từng đứng với cương vị huấn luyện viên của Man City trong trận thua 2–1 ở Champions League trước Lyon vào ngày 19 tháng 9 năm 2018, do Guardiola bị cấm chỉ đạo. Tại Man City, Arteta đã giành hai danh hiệu Ngoại hạng Anh, một Cúp FA và hai Cúp Liên đoàn Anh. Năm 2018, Arteta có liên hệ mật thiết để tiếp quản vị trí huấn luyện viên của Arsenal sau sự ra đi của người thầy cũ Arsène Wenger, nhưng Unai Emery sau cùng đã nhận được vị trí ấy.

### Arsenal

#### Mùa 2019–20
Ngày 20 tháng 12 năm 2019, Arteta đã được bổ nhiệm làm huấn luyện viên trưởng tại câu lạc bộ cũ Arsenal, ký bản hợp đồng đến 2023. Sau khi lên nắm quyền, anh cho biết mình tin rằng câu lạc bộ đã mất phương hướng và anh không muốn các cầu thủ trốn tránh trách nhiệm: "Tôi muốn mọi người chịu trách nhiệm về công việc của họ, và tôi muốn mọi người mang đến năng lượng và nhiệt huyết trong câu lạc bộ. Bất kì ai không tin tưởng điều này, có tác động tiêu cực hay gì chăng nữa thì đều không đủ tốt cho môi trưởng làm việc hay nền văn hóa này."
Ngày 26 tháng 12 năm 2019, Arteta có lân đầu xuất hiện trên cương vị huấn luyện Arsenal tại trận đấu thuộc khuôn khổ Ngoại hạng Anh trạm chán Bournemouth, kết thúc với tỉ số hòa 1–1, nhờ có bàn gỡ hòa ở hiệp hai của Pierre-Emerick Aubameyang. Dẫu bị cầm hòa, anh phát biểu rằng mình hài lòng với "thái độ, nhiệt huyết và tinh thần chiến đấu" của các cầu thủ. Ngày 1 tháng 1 năm 2020, Arteta giành chiến thắng trận đầu tiên trong vai trò huấn luyện Arsenal sau chiến thắng 2–0 trước Manchester United tại Emirates.
Ngày 18 tháng 7 năm 2020, Arsenal đánh bại đánh bại đội chủ quản cũ Manchester City của Arteta 2–0 tại bán kết Cúp FA, đưa Arsenal lọt tới trận chung kết Cúp FA thứ 4 trong 7 năm, và là lần đầu của Arteta trên cương vị huấn luyện. Arsenal tiếp tục thắng trận chung kết 2–1 trước Chelsea để giúp đội lập kỷ lục vô địch 14 lần, biến Arteta thành người đầu tiên đoạt Cúp FA Cup trên cả tư cách đội trưởng lẫn huấn luyện viên của Arsenal. Ngoài ra, anh trở thành huấn luyện viên đầu tiên giành danh hiệu lớn trong mùa đầu nắm quyền dẫn dắt câu lạc bộ kể từ George Graham ở mùa 1986-87.

#### Mùa 2020–21
Ngày 29 tháng 8, Arteta giành danh hiệu thứ hai trên cương vị huấn luyện sau khi Arsenal đánh bại Liverpool 5–4 trên chấm luân lưu ở Siêu cúp Anh. Ngày 10 tháng 10, vai trò của Arteta được chuyển từ huấn luyện viên trưởng sang nhà quản lý. Ngày 23 tháng 1 năm 2021, Arteta nhận thất bại đầu tiên tại Cúp FA trong sự nghiệp khi Arsenal bị đối thủ Southampton loại ở vòng 4, qua đó không thể bảo vệ chức vô địch. Ngày 14 tháng 3 năm 2021, Arteta giành chiến thắng đầu tiên trong derby Bắc Luân Đôn với tư cách huấn luyện viên nhờ các bàn thắng của Martin Ødegaard và Alexandre Lacazette trong trận thắng 2–1. Đây cũng là thắng lợi đầu tiên của Arsenal trước kình địch Tottenham từ tháng 12 năm 2018. Tại Europa League, anh đưa Arsenal lọt đến vòng bán kết, song đội để thua chung cuộc 2–1 trước Villarreal. Sau đó, Arsenal kết thúc ở vị trí thứ 8 tại giải Ngoại hạng Anh, chấm dứt chuỗi 25 năm tham dự cúp châu Âu.

## Đời tư
Arteta là một người nói đa ngôn ngữ, nói trôi chảy tiếng Tây Ban Nha, Basque, Catalan và tiếng Anh. Anh cũng nói được phần nào đó tiếng Pháp, tiếng Ý và tiếng Bồ Đào Nha. Anh kết hôn với người mẫu, nữ diễn viên và người dẫn truyền hình người Argentina-Tây Ban Nha Lorena Bernal. Cặp đôi có ba con: Gabriel (sinh 2009), Daniel (sinh 2012) và Oliver (sinh 2015).

## Thống kê sự nghiệp

### Cầu thủ
| Câu lạc bộ          | Mùa giải       | Giải     | Giải      | Giải     | Cup*     | Cup*      | Cup*     | Châu Âu  | Châu Âu   | Châu Âu  | Tổng cộng | Tổng cộng | Tổng cộng |
| Câu lạc bộ          | Mùa giải       | Trận đấu | Bàn thắng | Kiến tạo | Trận đấu | Bàn thắng | Kiến tạo | Trận đấu | Bàn thắng | Kiến tạo | Trận đấu  | Bàn thắng | Kiến tạo  |
| ------------------- | -------------- | -------- | --------- | -------- | -------- | --------- | -------- | -------- | --------- | -------- | --------- | --------- | --------- |
| Barcelona B         |                |          |           |          |          |           |          |          |           |          |           |           |           |
| Paris Saint-Germain | 2000–01        | 6        | 1         | 0        | 0        | 0         | 0        | 4        | 0         | 0        | 10        | 1         | 0         |
| Paris Saint-Germain | 2001–02        | 25       | 1         | 0        | 0        | 0         | 0        | 6        | 0         | 0        | 31        | 1         | 0         |
| Paris Saint-Germain | Tổng           | 31       | 2         | 0        | 0        | 0         | 0        | 10       | 0         | 0        | 41        | 2         | 0         |
| Rangers             | 2002–03        | 27       | 4         | 0        | 7        | 1         | 0        | 1        | 0         | 0        | 35        | 5         | 0         |
| Rangers             | 2003–04        | 23       | 8         | 0        | 4        | 0         | 0        | 6        | 1         | 0        | 33        | 9         | 0         |
| Rangers             | Tổng           | 50       | 12        | 0        | 11       | 1         | 0        | 7        | 1         | 0        | 68        | 14        | 0         |
| Real Sociedad       | 2004–05        | 15       | 1         | 0        | 0        | 0         | 0        | 0        | 0         | 0        | 15        | 1         | 0         |
| Real Sociedad       | Tổng           | 15       | 1         | 0        | 0        | 0         | 0        | 0        | 0         | 0        | 15        | 1         | 0         |
| Everton             | 2004–05        | 12       | 1         | 2        | 1        | 0         | 0        | 0        | 0         | 0        | 13        | 1         | 2         |
| Everton             | 2005–06        | 29       | 1         | 7        | 5        | 1         | 0        | 3        | 1         | 0        | 37        | 3         | 7         |
| Everton             | 2006–07        | 35       | 9         | 12       | 4        | 0         | 0        | 0        | 0         | 0        | 39        | 9         | 12        |
| Everton             | 2007–08        | 28       | 1         | 7        | 2        | 0         | 0        | 7        | 3         | 0        | 37        | 4         | 7         |
| Everton             | 2008–09        | 26       | 6         | 7        | 3        | 1         | 0        | 2        | 0         | 0        | 31        | 7         | 7         |
| Everton             | 2009–10        | 13       | 6         | 2        | 1        | 0         | 0        | 2        | 0         | 0        | 16        | 6         | 2         |
| Everton             | 2010–11        | 29       | 3         | 5        | 4        | 0         | 0        | —        | —         | —        | 33        | 3         | 5         |
| Everton             | 2011–12        | 2        | 1         | 0        | 1        | 1         | 0        | —        | —         | —        | 3         | 2         | 0         |
| Everton             | Tổng           | 174      | 28        | 35       | 21       | 3         | 0        | 14       | 4         | 0        | 209       | 34        | 35        |
| Arsenal             | 2011–12        | 29       | 6         | 2        | 3        | 0         | 0        | 6        | 0         | 0        | 38        | 6         | 2         |
| Arsenal             | 2012–13        | 34       | 6         | 3        | 2        | 0         | 1        | 7        | 0         | 1        | 43        | 6         | 5         |
| Arsenal             | 2013–14        | 31       | 2         | 0        | 6        | 1         | 0        | 6        | 0         | 0        | 43        | 3         | 0         |
| Arsenal             | 2014–15        | 7        | 0         | 1        | 0        | 0         | 0        | 4        | 1         | 0        | 11        | 1         | 1         |
| Arsenal             | 2015–16        | 9        | 0         | 0        | 4        | 0         | 0        | 1        | 0         | 0        | 14        | 0         | 0         |
| Arsenal             | Tổng           | 110      | 14        | 6        | 15       | 1         | 1        | 24       | 1         | 1        | 149       | 16        | 8         |
| Tổng sự nghiệp      | Tổng sự nghiệp | 239      | 39        | 37       | 27       | 3         | 0        | 31       | 5         | 0        | 297       | 47        | 37        |

Số liệu thống kê chính xác tới ngày 8 tháng 5 năm 2016
(* Bao gồm Cúp Scotland, Cúp Liên đoàn bóng đá Scotland, Cúp FA và Cúp Liên đoàn bóng đá Anh)

### Huấn luyện viên
Tính đến ngày 30 tháng 5 năm 2021
| Arsenal   | 20 tháng 12 năm 2019 | hiện nay  | lỗi | 45 | 18 | 23 | 045,00 | 54 | 20 | 26 | 052,33 | [ 80 ] |
| Tổng cộng | Tổng cộng            | Tổng cộng | 86  | 45 | 18 | 23 | 052,33 |    |    |    |        |        |

## Danh hiệu

### Cầu thủ

#### Paris Saint-Germain
- UEFA Intertoto Cup: 2001[81]

#### Rangers
- Giải Ngoại hạng Scotland: 2002–03[82]
- Cúp Liên đoàn Scotland: 2002–03[83]

#### Arsenal
- FA Cup: 2013–14,[36] 2014–15[84]
- FA Community Shield: 2014,[39] 2015[41]

#### U–16 Tây Ban Nha
- Giải vô địch U-16 châu Âu: 1999[42]

#### U–18 Tây Ban Nha
- Cúp Meridian UEFA–CAF: 1999

#### Cá nhân
- Cầu thủ trẻ hay nhất tháng Giải bóng đá Ngoại hạng Scotland: tháng 9 năm 2002, tháng 8 năm 2003[85]
- Cầu thủ hay nhất mùa của Everton: 2005–06, 2006–07[2]
- Cầu thủ hay nhất mùa giải của hội cầu thủ Everton: 2005–06[2]

### Huấn luyện viên

#### Arsenal
- FA Cup: 2019–20[86][87]
- FA Community Shield: 2020,[88] 2023

#### Cá nhân
- Huấn luyện viên xuất sắc nhất tháng Giải bóng đá Ngoại hạng Anh: tháng 9 năm 2021[89]